# Boulevard Néstor Carlos Kirchner
El Boulevard Néstor Carlos Kirchner antiguamente llamado Avenida Vicente Saadi y Avenida Rojas se encuentra en la periferia del barrio centro de la ciudad de Recreo, Catamarca, Argentina. Esta avenida se extiende por 1.500 m en sentido norte-sur, comenzando con la nomenclatura 0 en la intersección con la Ruta provincial 20 y termina en la intessección con la avenida Hipólito Yrigoyen.
Quedando conformada como avenida durante la primera mitad de la década de 1970 separa al centro de los demás barrios. Es una de las principales arterias de la ciudad, y una vez terminado será además un gran espacio de ocio.

## Historia

### Ruta Nacional 157
Hace décadas formaba parte de un tramo de tierra de la Ruta Nacional 157 pero a mediados de los años 70s se cambió el rumbo de la carretera y este tramo se convirtió en la avenida Vicente Saadi, mientras que localmente era llamada Ruta Vieja.

### Actualidad
Desde ese entonces la avenida permaneció sin asfalto, pero actualmente se la está transformando en un boulevard ya que al ser la avenida más ancha de la ciudad contará con canteros iluminados en el medio que en algunos lugares alcanzarán los 8 metros de ancho y cada mano tendrá 7 metros de ancho pavimentados con asfalto. Fue inaugurado en 2013.
Inicialmente la nueva avenida se llamaría Boulevard Rojas, pero a pedido de las personas que viven allí se la rebautizó como "Boulevard Néstor Carlos Kirchner".

## Edificios importantes
Estación de Ómnibus de Recreo
Está ubicada en frente del hospital zonal en el cruce con la Ruta provincial Nº20.
Polideportivo Municipal
Es un complejo deportivo que posee una pista de atletismo, canchas de básquet, futbol, handball, piscina y asadores.
Casa del Bicentenario
Es un cine-teatro localizado dentro del Complejo Deportivo Municipal.